# Brome, Suffolk
Brome är en by i civil parish Brome and Oakley, i distriktet Mid Suffolk, i grevskapet Suffolk i England. År 1982 blev den en del av den då nybildade Brome and Oakley. Parish hade 230 invånare år 1961. Byn nämndes i Domedagsboken (Domesday Book) år 1086, och kallades då Brom/Brum.